# Cassiano Dias Moreira
Cassiano Dias Moreira (Porto Alegre, 16 giugno 1989) è un calciatore brasiliano, attaccante del Casa Pia.

## Caratteristiche tecniche
È un centravanti.

## Carriera
Cresciuto nel settore giovanile del São José-RS, ha esordito l'11 febbraio 2009 disputando l'incontro del Campionato Gaúcho vinto 3-1 contro l'Inter de Santa Maria.

## Palmarès

### Club

#### Competizioni statali
- Campionato Gaúcho: 1

Internacional: 2013
- Campionato Cearense: 1

Ceará: 2015
- Campionato Goiano: 1

Goiás: 2016
- Campionato Alagoano: 1

CSA: 2019

#### Competizioni regionali
- Copa Verde: 1

Paysandu: 2018

### Individuale
- Capocannoniere della Segunda Liga: 1

2020-2021 (16 reti)
- Capocannoniere della Coppa di Lega portoghese: 1

2023-2024 (4 gol, alla pari con Clayton)